# Burni Gentingines
Burni Gentingines är ett berg i Indonesien.   Det ligger i provinsen Aceh, i den västra delen av landet, 1 600 km nordväst om huvudstaden Jakarta. Toppen på Burni Gentingines är 2 335 meter över havet, eller 162 meter över den omgivande terrängen. Bredden vid basen är 1,3 km. Burni Gentingines ingår i Van Daalen Mountains.
Terrängen runt Burni Gentingines är varierad. Trakten runt Burni Gentingines är nära nog obefolkad, med mindre än två invånare per kvadratkilometer. I omgivningarna runt Burni Gentingines växer i huvudsak städsegrön lövskog.